# شاه‌مرغ گرمسیری
شاه‌مرغ گرمسیری (نام علمی: Tyrannus melancholicus) نام یک گونه از سرده شاه‌مرغ است.